# キア・ニロ
ニロ (NIRO)は、韓国のKIAのハイブリッド専用車である。

## 初代（DE型、2016-2021年、2022年-　）
2013年に開催されたフランクフルトモーターショーにてワールドプレミア。デザインはキアの欧州部門が担当した。
2016年2月11日(現地時間)にシカゴモーターショーで初披露された。
プラットフォームはヒュンダイ・アイオニックと共通である。また、アイオニック同様、純ガソリン車は最後まで非設定であった。
まずは2016年に1.6Lカッパガソリンエンジン+モーターのハイブリッドとして登場し、2017年5月にプラグインハイブリッド、翌2018年にEVを追加した。
2022年4月27日、カーシェアリングやタクシー用途を前提に開発された特定目的車（PBV ≃ Purpose-Built Vehicles）の第1弾として当代をベースとして開発された「ニロ プラス」を発表した。これは従来のK5タクシーにとって代わる車種でもある。
エクステリアは各所のデザインが見直されるとともに全長を80㎜、全高を80㎜拡大。さらにはシートやトリムを薄肉化することによって車内スペースを拡大している。
タクシー用途も想定しているため、車載ディスプレーはスマートフォンなどの外部デバイスとの接続や大きな画面が不要になる一方、ナビゲーション機能やタクシーメーターアプリ、デジタルタコグラフ、音声認識システム、目的地付近の充電スタンド位置情報などの機能をオールインワンで実装している。

## 2代目（SG2型、2022年-）
2021年11月にデザインが公開され、同月に開催されたソウルモビリティショー（ソウルモーターショーの縮小開催版）にて実車が発表され、2022年1月25日に発表・販売を開始した。
当初よりハイブリッドとEVモデルが発表され、後者の充電口は先代同様、前方に備わる。先代のカッパ1.6Lエンジンは新開発のスマートストリーム1.6Lに換装された。
外観は従来からのキアのアイデンティティである「タイガーノーズグリル」に加え、「自然」にインスパイアされたキアの最新デザイン哲学「OPPOSITES UNITED」に基づいてデザインされている。また、全長と全幅がやや拡大されている。
先代において兄弟車だったアイオニックがEV専用プラットフォームを採用したアイオニック5へと移行したが、ニロは先代のものを踏襲したため、当代より袂を分かつ形となった。

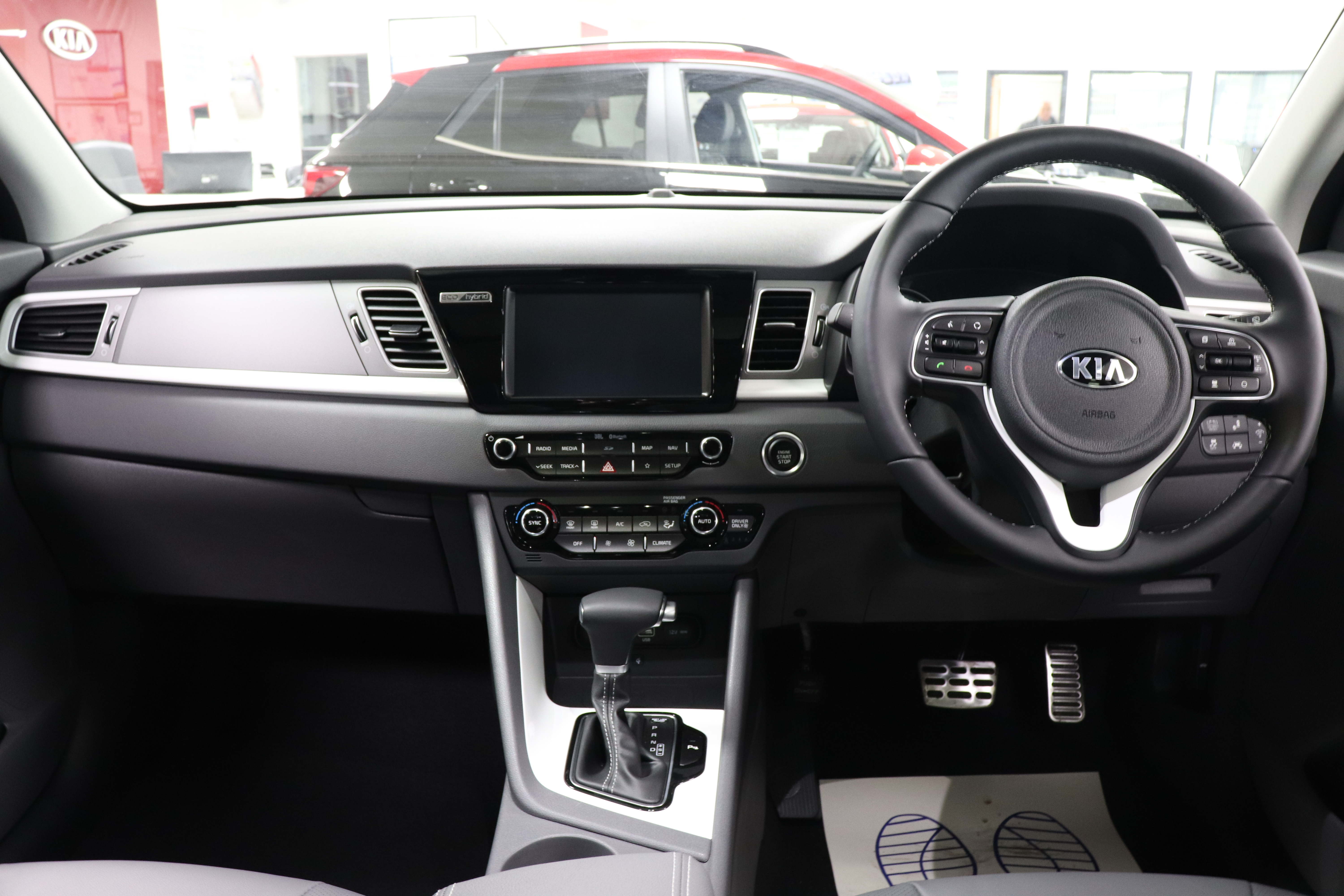
インテリア